# Rogozinowo
Rogozinowo (bułg. Рогозиново) – wieś w południowej Bułgarii, w obwodzie Chaskowo, w gminie Charmanli. Według danych Narodowego Instytutu Statystycznego, 31 grudnia 2011 roku wieś liczyła 145 mieszkańców.

## Położenie
Znajduje się 7 km od Charmanli i 1 km od drogi , nad lewym brzegiem Maricy.

## Historia
Dawniej wieś nazywała się Chasyrli.

## Atrakcje
- miejsce Golemi kamyni, gdzie występuje obfita szata roślinna
- miejsce Kuteła, gdzie miejscowi witają nadejście wiosny
- punkt widokowy w miejscu Bakadżik, skąd można zobaczyć Adrianopol

## Znane osoby
- Gospodin Angełow – docent NC
- Georgi Janew – miejscowy artysta
- Dimo Kostow – zapaśnik, medalista olimpijski
- Wasko Siderow – gminny doradca